# Renato Augusto
Renato Soares de Oliveira Augusto (normalt bare kendt som Renato Augusto) (født 1. februar 1988 i Rio de Janeiro, Brasilien) er en brasiliansk fodboldspiller, der spiller som midtbanespiller hos Beijing Guoan i Kinas Superliga. Han har spillet for klubben siden 2016. Han har tidligere spillet for blandt de brasilianske storklubber Flamengo og Corinthians samt tyske Bayer Leverkusen.

## Landshold
Renato Augusto har (pr. 24. marts 2018) spillet 28 kampe og scoret fem mål for Brasiliens A-landshold. Han spillede desuden i 2007 fire kampe for landets U-20 hold.